# Ztracená Voda
Ztracená Voda (deutsch Verlorenwasser) ist ein verlassenes Dorf und eine Grundsiedlungseinheit der Stadt Město Albrechtice (Olbersdorf) in Tschechien. Sie liegt acht Kilometer nordwestlich von Město Albrechtice und gehört zum Okres Bruntál.

## Geographie
Ztracená Voda wurde als Waldhufendorf mit einseitiger Hufenflur angelegt und erstreckt sich in der zur Zlatohorská vrchovina (Zuckmanteler Bergland) gehörigen Hynčická hornatina (Heinzendorfer Hochland) im engen ansteigenden Tal des Baches Valštejnský potok (Verlorenwasser). Nördlich erhebt sich der Na Valštejně (751 m. n.m.), im Nordosten die Kraví hora (Kuhberg, 725 m. n.m.), östlich die Jivina (Salerberg, 697 m. n.m.), im Süden der Milíře (755 m. n.m.), westlich die Jindřichova vyhlídka (794 m. n.m.) sowie im Nordwesten die Skalka (792 m. n.m.), die Solná hora  (Salzberg, 868 m. n.m.) und  der Hřebeny (775 m. n.m.)
Nachbarorte sind  Janov (Johannesthal) und Svinný (Saubach) im Norden,  Jindřichov (Hennersdorf) und Kraví Hora (Kuhberg) im Nordosten, Malý Valštejn (Klein Wallstein) im Osten, Velký Valštejn (Groß Wallstein) und Hynčice (Heinzendorf) im Südosten, Stará Dlouhá Voda (Alt Langwasser) und Nová Dlouhá Voda (Neu Langwasser) im Süden, Dolní Heřmanovice (Nieder Hermannstadt) im Südwesten, Vrbice (Vorwitz) im Westen sowie Petrovice (Petersdorf) im Nordwesten.

## Geschichte
Die Besiedlung des zur schlesischen Herrschaft Olbersdorf gehörigen Verlorenwasserbachtales erfolgte vermutlich in der Mitte des 17. Jahrhunderts durch das Jesuitenkolleg in Neisse. Die erste schriftliche Erwähnung des Dorfes erfolgte im Jahre 1645. In einer Urkunde des Rektors des bischöflichen Kollegiums Neisse und Bevollmächtigten für das Gut Olbersdorf, Mathäus Sarkander vom 16. Mai 1666 ist die Errichtung einer freien Erbscholtisei in Verlorenwasser nachweislich. Darin wurden die Rechte und Pflichten des ersten Erbrichters, Tobias Schmied, der zuvor den Hof von Balthasar Wilhelm erworben hatte, aufgeführt. Dessen Nachfolger als Verwalter der Herrschaft Olbersdorf, der Prokurator des bischöflichen Kollegiums Neisse Johann Reichel, verkaufte am 28. Oktober 1670 ein Stück Ackerland an den Erbrichter Schmied und bestätigte zugleich dessen Rechte und Pflichten. Am 16. April 1671 verkaufte der Verwalter der Herrschaft Olbersdorf, der Rektors des Kollegiums Neisse Johannes Rattigius dem Schützen Stephan Freitag aus Wallstein ein Stück Land in Verlorenwasser. Die Familie Freitag zählte zu den ältesten nachweislichen Siedlern das Dorfes. Am 14. Mai 1676 bestätigte Tobias Schmied – nunmehr Erbrichter in Neu Wallstein  – dem Verwalter der Herrschaft und Neisser Rektor Balthasar Junger, dass in der zweiten Hälfte des  17. Jahrhunderts am Verlorenwasserbach ein Mühlgraben und ein Teich zum Betrieb einer einradigen Mahlmühle durch seinen Bruder Christoph Schmied angelegt wurde, zu deren Aufschlag auch der Neuwallsteiner Bach genutzt wurde. Den Bewohnern von Neu Wallstein und Verlorenwasser wurde Mühlenzwang für diese hälftig den Erbscholtisseien in Verlorenwasser und Neu Wallstein gehörige Mühle auferlegt.
Im Jahre 1835 bestand Verlorenwasser aus 39 Häusern mit 343 deutschsprachigen und katholischen Einwohnern, darunter einem Erbrichter und 30 Bauern, die vom Ackerbau auf steinigem, aber ertragreichem Boden lebten. Pfarr- und Schulort war Groß Wallstein. Die Nutzfläche umfasste 62 Joch Ackerland, 25 Joch Wiesen, 23 Joch Hutweiden und zwölf Joch Wald. Bis zur Mitte des 19. Jahrhunderts blieb Verlorenwasser der Minder-Standesherrschaft Olbersdorf untertänig.
Nach der Aufhebung der Patrimonialherrschaften bildete Verlorenwasser ab 1849 einen Ortsteil der Gemeinde Waldstein im Gerichtsbezirk Olbersdorf. Ab 1869 gehörte Verlorenwasser zum Bezirk Jägerndorf. Zu dieser Zeit hatte das Dorf 274 Einwohner und bestand aus 38 Häusern. Im Jahre 1900 lebten in dem Dorf 173 Personen, 1910 waren es 161. Beim Zensus von 1921 lebten in den 39 Häusern von Verlorenwasser/Ztracená Voda 156 Deutsche. Im Jahre 1930 bestand Verlorenwasser aus 38 Häusern und hatte 142 Einwohner. Nach dem Münchner Abkommen wurde das Dorf im Herbst 1938 dem Deutschen Reich zugesprochen und gehörte bis 1945 zum Landkreis Jägerndorf. Nach dem Ende des Zweiten Weltkrieges kam Ztracená Voda zur Tschechoslowakei zurück. Die deutschsprachige Bevölkerung wurde in dieser Zeit größtenteils vertrieben, eine Wiederbesiedlung mit Tschechen erfolgte nicht. 1949 erfolgte die Eingemeindung nach Hynčice. Im Jahre 1950 lebten in den 26 Wohnhäusern von Ztracená Voda nur noch drei Personen. 1961 wurde das nun gänzlich unbewohnte Dorf in den Okres Bruntál umgegliedert. Die meisten der verlassenen Häuser wurden abgebrochen oder fielen zusammen. Zum 1. Januar 1971 verlor Ztracená Voda den Status als Ortsteil von Hynčice. Mit Beginn des Jahres 1979 Ztracená Voda Teil der Stadt Město Albrechtice, seit 1. Oktober 2000 als Grundsiedlungseinheit. Heute besteht Ztracená Voda nur noch aus einigen Häusern und Hütten, die nicht dauerhaft bewohnt sind.

## Ortsgliederung
Die Grundsiedlungseinheit Ztracená Voda gehört zum Ortsteil Valštejn der Stadt Město Albrechtice und bildet einen Katastralbezirk.

## Sehenswürdigkeiten
- Steinerne Brücke über den Valštejnský potok